# 三斗柯粉蝨
三斗柯粉蝨（学名：Gigaleurodes lithocarpi）为粉蝨科巨粉蝨屬下的一个种。